# Joe Weatherly
Joseph 'Joe' Herbert Weatherly (Norfolk (Virginia), 29 mei 1922 - Riverside (Californië), 19 januari 1964) was een Amerikaans autocoureur. Hij werd tweevoudig winnaar van de NASCAR Grand National Series.

## Carrière
Weatherly startte zijn sportieve carrière in de motorsport. In de tweede helft van de jaren veertig won hij drie keer het kampioenschap georganiseerd door de American Motorcyclist Association. In 1950 stapte hij over naar de autosport en reed zijn eerste NASCAR-race op de Darlington Raceway in 1952. In 1952 en 1953 won hij de NASCAR Modified National Series. De eerste overwinning in de reguliere NASCAR Series kwam er in 1958 toen hij won op een circuit in Nashville. In 1961 won hij negen races, werd vierde in de eindstand en gekozen als Most Popular Driver. In 1962 won hij opnieuw negen keer en won hij het kampioenschap. Een jaar later won hij met drie overwinningen het kampioenschap voor het tweede jaar op rij.
Tijdens de vijfde race van het kampioenschap van 1964 op de Riverside International Raceway had hij een ongeval en overleed aan de gevolgen van zijn opgelopen verwondingen. Hij werd 41 jaar.